# Cycnogeton lineare
Cycnogeton lineare är en sältingväxtart som först beskrevs av Stephan Ladislaus Endlicher, och fick sitt nu gällande namn av Otto Wilhelm Sonder. Cycnogeton lineare ingår i släktet Cycnogeton och familjen sältingväxter. Inga underarter finns listade.